# O Filho de Tarzan (livro)
O Filho de Tarzan (The Son of Tarzan no original em inglês) é um romance de autoria do escritor norte-americano Edgar Rice Burroughs. Publicado em 1917, é o quarto de uma série de vinte e quatro livros sobre o personagem Tarzan. Forma, com The Beasts of Tarzan, a dupla de únicas aventuras ambientadas, em parte, na cidade de Londres.

## Resumo
Alexis Paulvitch, aliado do espião russo Nicholas Rokoff, consegue escapar das garras de Tarzan, conforme narrado em The Beasts of Tarzan, e amarga dez anos de privações na selva. Quando finalmente é resgatado, encontra na praia um estranho macaco, que não teme os homens e parece procurar algo ou alguém. Ao ver nele um passaporte para dias melhores, Paulvitch adota-o e lhe dá o nome de Ajax.
Enquanto isso, na Inglaterra, Tarzan e Jane criam o filho Jack, que nada sabe do passado dos pais e é impedido por eles de conhecer zoológicos ou qualquer outra coisa que chame sua atenção para a vida selvagem. Jack, no entanto, sai de casa uma noite para ver o show de Ajax, um macaco domesticado, e acaba fazendo amizade com ele.
Quando encontra o filho com Ajax, que na verdade é seu velho camarada Akut, Tarzan revela a ele a verdade sobre si mesmo.
Paulvitch vê a chance de finalmente vingar-se do rei das selvas, mas seus planos são frustrados por Ajax/Akut, e ambos voltam para a África. Jack toma um navio, com a intenção de libertar o amigo. Porém, seu plano vai por água abaixo e ele foge com Akut selva adentro, onde passam a viver.
À medida que cresce e se torna forte, Jack recebe dos companheiros do dia a dia o nome de Korak, que significa "O Matador" na língua dos grandes macacos. Contudo, Korak permanece em silêncio sempre que mata uma fera, ao contrário do pai, que lança um jubiloso grito de vitória, recebido com temor por todos que o ouvem.
Mais tarde, ele liberta a escrava Meriem de um campo árabe. Juntos, Korak, Meriem e Akut levam uma vida idílica na selva, até que homens brancos vêm perturbar seu paraíso. Agora, os dois jovens precisam repensar seus sentimentos mútuos diante dos perigos que se aproximam.

## História editorial

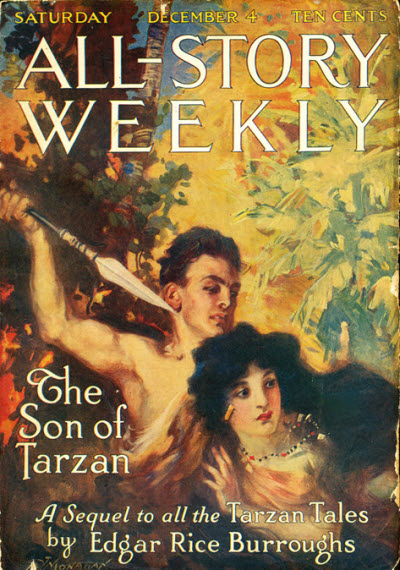
The Son of Tarzan foi publicado na revista All Story Weekly entre 1915 e 1916.

Escrito entre 21 de janeiro e 11 de maio de 1915, The Son of Tarzan é o segundo mais longo romance sobre Tarzan, com 101 mil palavras no texto original, em Inglês.
A história foi publicada inicialmente na revista pulp All Story Weekly, em seis números consecutivos, de 4 de dezembro de 1915 a 8 de janeiro de 1916, com arte da capa no primeiro número de autoria de P. J. Monahan. Não havia ilustrações internas.
A primeira impressão em livro foi lançada pela editora A.C. McClurg em 10 de março de 1917. J. Allen St. John encarregou-se da ilustração da capa, bem como das outras vinte e oito espalhadas pelos capítulos. A obra é dedicada a Hulbert Burroughs, segundo filho do autor.
O romance chegou às livrarias brasileiras em 1934, numa edição de 15.000 exemplares da Companhia Editora Nacional, tendo recebido o número 24 da lendária coleção Terramarear. Seis outras edições foram providenciadas entre 1946 e 1968, as duas primeiras com dez mil e as quatro últimas com cinco mil exemplares cada.
Com o título de Tarzan e o Filho, a CODIL - Companhia Distribuidora de Livros lançou a obra dentro de um lote de doze volumes com as aventuras do senhor dos macacos. Manoel Victor Filho ilustrou a edição.
Em Portugal, o livro foi editado pela Portugal Press, com o mesmo título empregado no Brasil -- O Filho de Tarzan.

## Adaptações

### Quadrinhos
A primeira quadrinização foi na forma de tiras diárias, apresentadas nos jornais de 25 de novembro de 1929 a 15 de março de 1930, com ilustrações de Rex Maxon e roteiro de R. W. Palmer.
Em revistas em quadrinhos, a história debutou pela editora Gold Key em junho de 1966. Russ Manning foi o ilustrador, enquanto Gaylord Du Bois se encarregou do roteiro. Essa adaptação foi lançada no Brasil pela EBAL, em fins da década de 1960, na coleção Lança de Prata, com relançamento em abril de 1986.
Korak ganhou revista própria em janeiro de 1964, intitulada Korak, Son of Tarzan. Até outubro de 1975, foram editados cinquenta e nove números, primeiramente pela Gold Key e, a partir do número 46, pela DC Comics. Os onze números iniciais, também ilustrados por Russ Manning e roteirizados por Gaylord Dubois, foram relançados em dois luxuosos volumes pela Dark Horse Comics. A partir da edição de número 12, outros artistas trabalharam as aventuras do personagem, Alberto Giolitti e Dan Spiegle entre eles.

### Cinema

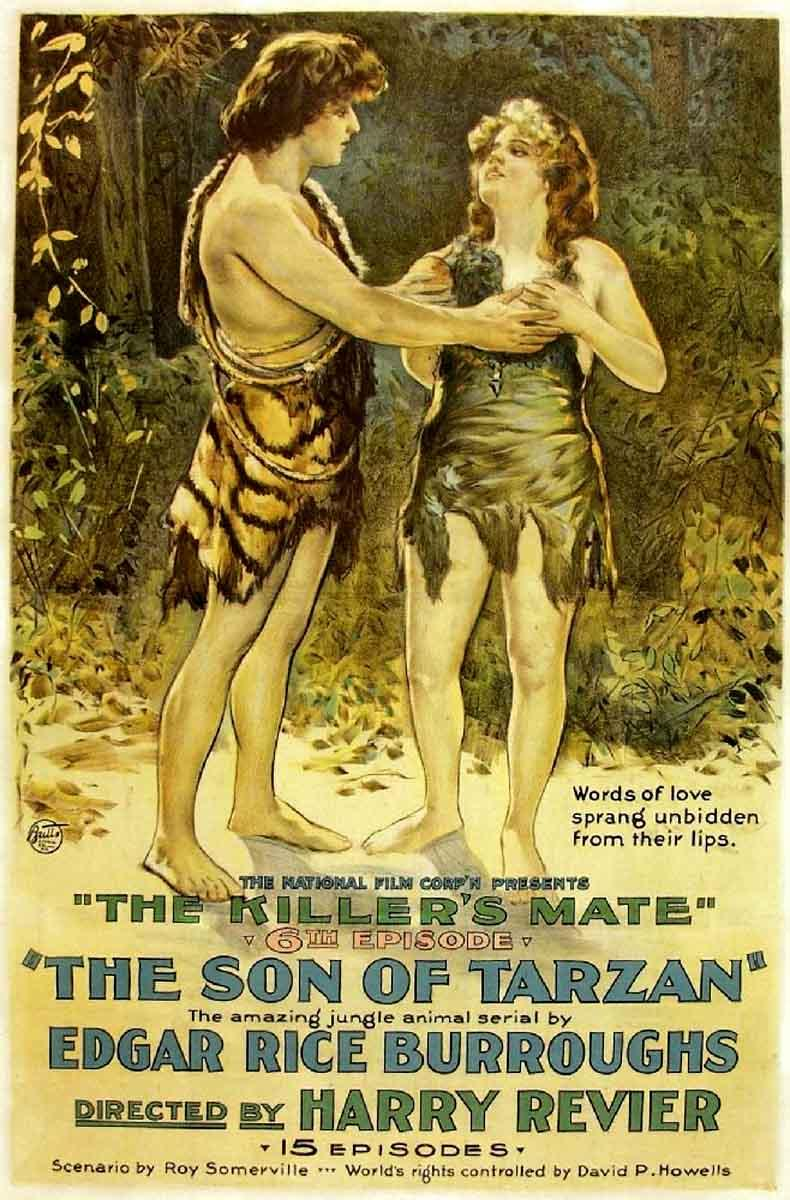
Cartaz do sexto episódio do seriado The Son of Tarzan, uma releitura bastante fiel do romance de Edgar Rice Burroughs.

O seriado em quinze episódios The Son of Tarzan, de 1920, é uma das adaptações cinematográficas mais fiéis aos livros de Burroughs. Kamuela C. Searle, um ator havaiano pouco experiente, ficou com o papel de Korak, enquanto P. Dempsey Tabler e Karla Schramm interpretaram Tarzan e Jane. Mae Giraci e Manilla Martan encarnaram Meriem como criança e jovem adulta respectivamente. Korak também aparece como criança. Aí, o papel ficou com Gordon Griffith, que, curiosamente, interpretara o Tarzan criança de Tarzan of the Apes.